# Taeniotes praeclarus
Taeniotes praeclarus är en skalbaggsart som beskrevs av Bates 1872. Taeniotes praeclarus ingår i släktet Taeniotes och familjen långhorningar.
Artens utbredningsområde är:
- Costa Rica.
- Nicaragua.
- Panama.

Inga underarter finns listade i Catalogue of Life.